# José Anilton Júnior
José Anilton Júnior (Penedo, 10 luglio 1980) è un ex calciatore brasiliano, di ruolo difensore.

## Caratteristiche tecniche
Gioca come difensore centrale.

## Carriera
Ha trascorso tutta la sua carriera in Portogallo fatta eccezione per un'annata in Romania al Pandurii. Dal 2010 al 2015 ha giocato al Moreirense, di cui è stato capitano.

## Palmarès

### Club

#### Competizioni nazionali
- Segunda Liga: 1

Moreirense: 2013-2014